# Stacy Silver
Stacy Silver (* 7. května 1981, Brno) je umělecké jméno Dany Mandátové, české pornoherečky a režisérky.

## Kariéra
Dana Mandátová začala již v raném věku pracovat jako herečka v reklamních spotech v České republice. Kariéru v pornofilmech odstartovala v roce 1999 u společnosti Odyssey Group’s video, kde debutovala filmem “Pick up Lines 44”. Účinkovala ve více než 100 filmech, které velmi často obsahují zobrazení análního, též skupinového sexu a jsou produkovány především Private Media Group. V roce 2004 ji firma ocenila vydáním kompilace The Private Life of Stacy Silver. Od téhož roku působí i jako režisérka a zapojuje se do natáčení svých filmů i jako herečka.

## Výběr z filmografie

### Herečka
- Big Boobs and Black Dicks (2008)
- Working Girls 2 (2008)
- French conneXion (2007)
- Blonde: Pornochic 7 (2005)
- Club Hardcore Orgy (2005)
- Clusterfuck 4 (2005)
- Cum Inside 2 (2005)
- Anal Addiction (2004)
- The Art of Ass 2 (2004)
- Ass Angels 3 (2004)
- Ass Crackin' 3 (2004)
- Asswhole (2004)
- Big Wet Asses 5 (2004)
- Sport Fucking 2 (2003)
- Anal Mayhem (2003)
- The Best by Private 51 (2003)
- Black and the Blonde (2003)
- Canibales sexuales (2003)
- Euro Angels Hardball 19: Reverse Gang Bang Edition (2003)
- Double Parked (2002)
- Rocco: Animal Trainer 8 (2002)
- Little White Chicks and Big Black Monster Dicks 14 (2002)
- 2 on 1 #13 (2002)
- Anal Czech Up (2002)
- Debauchery 15 (2002)
- DP's & Orgies! (2002)
- Pickup Babes 5 (2001)
- Rocco's Reverse Gang Bang 1 (2001)

### Režisérka
- Too Much Is Never Enough 2 (2007)
- Teen Party (2007)
- Dirty Lesbian Pleasures (2006)
- Pussy Eaters (2006)
- Planet Silver 2 (2005)
- Planet Silver 1 (2004)